# Nematocarcinus rotundus
Nematocarcinus rotundus är en kräftdjursart som beskrevs av Crosnier och Forest 1973. Nematocarcinus rotundus ingår i släktet Nematocarcinus och familjen Nematocarcinidae. Inga underarter finns listade i Catalogue of Life.